# 조용만
조용만(趙容萬, 1909년 3월 10일 ~ 1995년 2월 6일)은 대한민국의 영문학자, 기자, 문학가 겸 수필가이다. 호는 아능(雅能)이다.

## 생애
조용만은 서울 출생이다. 부친 조재혁은 대한제국의 외국어 교육기관인 사역원 판관이었고 조용만이 태어날 무렵 한일합방으로 일자리를 잃었다. 외증조부 오경석은 19세기 중반 역관으로 북경과 천진을 십수차례 오가며 개화사상을 김옥균 등에 전파한 초기 개화파였다.
이런 가족 배경으로 인해 조용만은 외국문화와 영어에 관심을 가졌다. 경성제일고보(현 경기고등학교)를 거쳐 경성제국대학교 영문과를 나왔다.
1932년 대학 나온 후 1년 간 무직으로 지내다 1933년 《매일신보》 학예부(오늘날의 문화부) 기자로 취직했다. 이후 해방때까지 10여년 간 학예부 기자로 일하며 당대의 문단, 미술계, 영화계, 음악계 등 문화예술인들과 교우하고 그들의 작품을 신문에 게재했다. 1933년에는 이상(李箱), 박태원, 정지용, 김기림, 이효석, 이태준 등과 함께 순수문학을 표방하는 구인회를 조직해 활동하기도 했다. 1945년 무렵에는 학예부장을 지냈다. 신문사에서 일하는 동시에 1933년부터 1942년까지 서울역 앞 세브란스의학전문학교에서 의대 학생들을 대상으로 영어를 가르쳤다.
조용만이 일했던 매일신보는 대한제국시절인 1904년 영국인 배설(Bathel)이 만들었으나 한일합방 이후 조선총독부에 매입돼 기관지 역할을 했다. 1940년 조선일보와 동아일보가 총독부에 의해 강제폐간된 후 남은 유일한 한국어 신문이었다. 조용만은 학예부 기자생활 당시 문화예술, 가정면을 담당했다. 1942년 2월 중일전쟁에 반대하는 반전사상을 담은 수필가 김진섭의 글 <아즉은 염려없다>를 매일신보에 게재한 것이 일본 군부에 발각되어 총독부에 의해 해임당했다. 같은 해 6월에 촉탁(계약직)으로 재입사해 사진 화보집인 《매신사진순보》편집을 맡았다.
그런가하면 총독부 기관지 직원으로 친일적인 행보도 보였다. 2차대전 발발 이후인 1939년엔 문학인 250여명이 이름을 올린 친일단체 조선문인협회에 참여했다. 또 일본어로 쓴 희곡 《광산의 밤(일본어: 鑛山の夜)》(1944)을 친일 문학잡지 《국민문학》에 발표했다.
조용만은 해방 후인 1945년 9월 23일 '《매일신보》는 총독부 기관지로서의 과거를 반성한다'는 내용의 반성문을 직접 쓰고 종업원 일동 이름으로 신문에 실었다.
그는 또 해방 후 출간한 언론 기고와 수필집 <30년대의 문화예술인들> 등에서 매일신보에서 일했던 데 대해 '몸을 팔았다'는 뜻의 '매신'이라는 말로 자신과 동료들을 비판하고 사과했다.
625사변 전후로 조용만은 경향신문, 영자신문 《코리아타임스》, 국도신문의 주필과 《서울신문》의 논설 위원을 지냈고, 서울대와 중앙대에서 영어를 가르쳤다. 1953년부터 1975년 정년퇴직때까지는 고려대학교 영문학과 교수로 재직했다. 도서관장을 역임하기도 했다. 퇴임 후 동 대학 명예교수로 있다가 1995년 노환으로 사망했다.
조용만은 스스로 창작 활동을 하기도 했다. 경성제국대 재학 중 잡지 《동광》에 동학운동을 다룬 희곡 〈가보세〉를 발표하면서 문단에 등단했다. 그는 작품수는 많지 않으나 지식인을 주인공으로 삼은 소설을 주로 썼다. 625사변 직전에 첫 창작집을 내기 위해 원고를 인쇄소에 맡겼으나 전쟁 중 소실되었다는 일화가 있다. 이 사건의 여파로, 또 절친하던 구인회 시절의 동료들인 정지용, 박태원, 이태준이 전쟁 중 월북한 이후로는 창작에 소극적이 됐다. 노년엔 젊은 시절 학예부 기자로 일하며 보고 듣고 겪었던 일제시대 한국 문화예술계의 모습을 상세히 서술한 《젊은 예술가들의 초상》《30년대의 문화 예술인들》, 《경성야화》, 《구인회 만들 무렵》등 에세이집을 사료로 남겼다.
그는 한국의 초기 영문학자 중 한 명으로 다양한 영미문학을 한국에 처음 소개했다. 번역물로 《셜록 홈즈》《피글위글 아주머니》《막다른집 1번지》《두시선역(杜詩選譯)》 《인간의 굴레》 《포 단편소설》《타고르시선》《근대영국희곡선》, 기타 저서에 《문학개론》 《육당 최남선》 《일제하의 문화운동》 등이 있다.
독립운동가이자 서화가인 위창 오세창이 그의 외종조부다.

## 사후
2002년 공개된 친일 문학인 42인 명단과 2008년 민족문제연구소가 선정한 친일인명사전 수록예정자 명단에 선정됐다. 2002년까지 밝혀진 친일 작품 수는 소설 3편과 기타 기고문 5편, 총 8편이었다. 2005년 고려대학교 교내 단체 일제잔재청산위원회가 발표한 '고려대 100년 속의 일제잔재 1차 인물' 10인 명단에 들어 있으며 친일반민족행위진상규명위원회가 발표한 친일반민족행위 705인 명단에도 포함되었다.

## 참고자료
- 권영민 (2004년 2월 25일). 《한국현대문학대사전》. 서울: 서울대학교출판부. 909쪽쪽. ISBN 8952104617.
- 반민족문제연구소 (1994년 3월 1일). 〈조용만 : 친일 인사에서 문단 ․언론계의 원로로 (김윤재)〉. 《청산하지 못한 역사 3》. 서울: 청년사. ISBN 9788972783145.